# Сент-Этьен-о-Кло
Сент-Этье́н-о-Кло (фр. Saint-Étienne-aux-Clos, окс. Sent Estefe deus Chaus) — коммуна во Франции, находится в регионе Лимузен. Департамент — Коррез. Входит в состав кантона Юссель-Эст. Округ коммуны — Юссель.
Код INSEE коммуны — 19199.
Коммуна расположена приблизительно в 370 км к югу от Парижа, в 100 км восточнее Лиможа, в 65 км к северо-востоку от Тюля.

## Население
Население коммуны на 2008 год составляло 234 человека.
| 1962 | 1968 | 1975 | 1982 | 1990 | 1999 | 2008 |
| ---- | ---- | ---- | ---- | ---- | ---- | ---- |
| 257  | 278  | 228  | 203  | 198  | 211  | 234  |

## Экономика

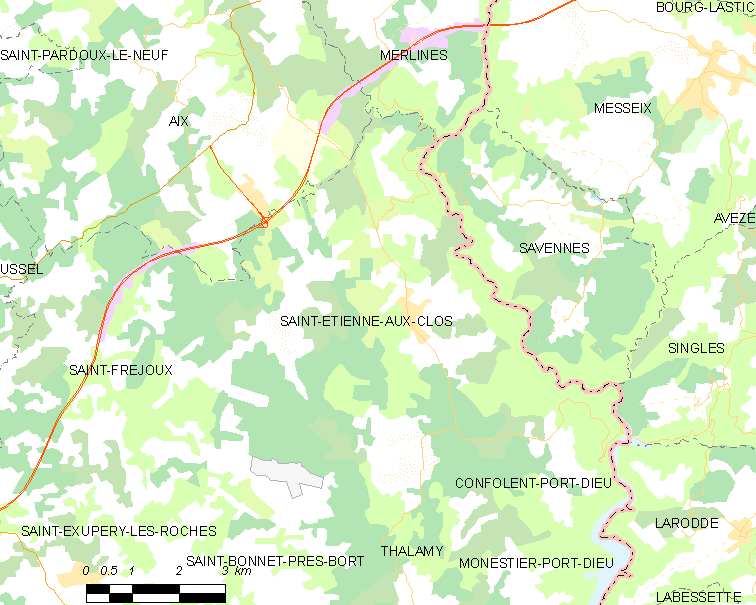
Карта коммуны

В 2007 году среди 150 человек в трудоспособном возрасте (15-64 лет) 107 были экономически активными, 43 — неактивными (показатель активности — 71,3 %, в 1999 году было 67,7 %). Из 107 активных работали 101 человек (58 мужчин и 43 женщины), безработных было 6 (2 мужчин и 4 женщины). Среди 43 неактивных 10 человек были учениками или студентами, 21 — пенсионерами, 12 были неактивными по другим причинам.